# لين غاريسون
لين غاريسون (بالإنجليزية: Lane Garrison)‏ مواليد 23 مايو 1980 في دالاس، هو ممثل أمريكي بدأ مسيرته الفنية سنة 1998.

## الأعمال

### أفلام
- القناص

### مسلسلات
- بريزون بريك (2005)
- من الأفضل الاتصال بسول (2015)
- إن سي آي إس (2015) (بدور: هولت بيركنز)

## روابط خارجية
- لين غاريسون على موقع IMDb (الإنجليزية)
- لين غاريسون على موقع ألو سيني (الفرنسية)
- لين غاريسون على موقع أول موفي (الإنجليزية)
- لين غاريسون على موقع قاعدة بيانات الأفلام السويدية (السويدية)
- لين غاريسون على موقع إن إن دي بي (الإنجليزية)
- لين غاريسون على موقع قاعدة بيانات الفيلم (الإنجليزية)
- لين غاريسون على موقع كينوبويسك (الروسية)